# 中庄地区
中庄地区（なかしょうちく）は、岡山県倉敷市倉敷地域にある地区である。地区内の大字（狭義の中庄）や当地にある中庄駅を中心とした駅前市街地の通称としても使用される。
広義の中庄は、旧都窪郡中庄村（なかしょうそん）の区域であり、倉敷市立中庄小学校の学区である。中庄・中庄団地（なかしょうだんち）・黒崎（くろさき）・鳥羽（とば）・徳芳（とくぼう）からなる。

## 概要
倉敷旧市街より東に位置する当地域は帯江丘陵（早島丘陵）とよばれる山塊の北西麓とその北側の平地からなる。かつて小高い丘陵地の周りに田園地帯が広がる農村であったが、戦後の高度成長期になると岡山と倉敷の間に位置し、交通至便なことから住宅の建設が活発に行われベッドタウンとして発展してきた。
明治22年に都宇郡中庄・黒崎・鳥羽・徳芳の4ヵ村が合併し、中庄村を新設し、役場を中庄に設置した。昭和26年に旧倉敷市へ編入合併し、同市中庄地区となった。
元は平野部は豊かな水田地帯で、イグサの生産地帯であった。昭和期までは畳表や花莚などのイグサ加工品も多く作られていた。丘陵地ではナシなどの果樹栽培も盛んであった。また、酒造などもかつては行われていた。
かつて丘陵部には帯江鉱山が存在し、栄えた。
近隣地に大学が進出し、また周囲に大型幹線道路が複数造成されたことから、宅地造成が盛んに行われ、人口が大幅に増加、郊外型の店舗などが多数進出している。
旧帯江鉱山一帯は、現在は倉敷自動車学校や岡山ゴルフ倶楽部・帯江コースなどとして利用されている。
また、瀬戸大橋と山陽自動車道の開通により倉敷ジャンクションが中庄地区に隣接する生坂・三田につくられ、倉敷インターチェンジと早島インターチェンジまで近距離という地の利から、近辺には工場や岡山県総合流通センター等の物流施設の開設が相次ぐなど交通の要衝にもなっている。
古代、周辺は吉備の穴海と呼ばれる海であり、この地区は島嶼になっており、同じ島嶼部であった早島町や妹尾地域などともに備中国都宇郡撫河郷に属していた（深井郷との説もある）。また大字鳥羽は鳥羽島(とりはじま)、大字中庄内の小字・中島は中島という小島であった。
中世には荘園・万寿庄の一部となった。同荘園の東部を東庄（現在の庄地区あたり）、西部を西庄（現在の・万寿・万寿東地区あたり）と呼び、この地区はその中間にあたるため中庄と呼ばれるようになった。戦国時代に宇喜多秀家が干拓を開始して以降、江戸時代にかけて新田干拓が行われ、陸続きとなった。
天平時代からすでに中庄一帯は銅の産地となっており、東大寺の大仏鋳造に「備中国桐木谷」として献上している記録がある。
江戸時代、現在の大字中庄は当時、中島村・中田村・別府村・同村枝村の吉田村・辻村・同村枝村の大寺村に分かれていた。他に鳥羽・徳芳・黒崎は鳥羽村・徳芳村・黒崎村と呼ばれていた。中島村は旗本である戸川氏（中島戸川氏）の戸川知行処、鳥羽村・徳芳村は倉敷支配処、黒崎村は岡山藩の領地であった。
明治維新後、1871（明治3）年に中島村・中田村・別府村・吉田村・辻村・大寺村を合併し中庄村として新設。同年、中庄村他前述の諸村は全て生坂藩に移管される。その後、小田県を経て岡山県の管轄となる。
明治時代に中庄・黒崎一帯は坂本金弥により開発された帯江鉱山（帯江銅山）によって繁栄し、大寺地区を中心に賑わいを見せた時代があった。大正8年にいったん閉山後、太平洋戦争中に一時再開されたが昭和24年に完全に閉山した。昭和の高度成長期に周辺に多くの住宅団地が建てられベッドタウンに姿を変えていった。現在、銅山の跡はゴルフ場や自動車学校になっているが、農協の裏山には坑道の跡がわずかに残っている。
生坂藩時代には、同藩の農兵訓練所が設置されている。その後、軍事演習所に形を変え、大砲が並ぶなどした時期があった。また明治と昭和の2度にわたり、陸軍の特別大演習が行われ、小規模演習はたびたび行われていた。昭和20年には中庄小学校に兵舎が置かれ、中庄一帯は演習基地と化した。
昭和30年代に入ると、高度経済成長期に突入、中庄地区内に昭和36年に岡山県営団地、翌年に市営団地が造成される。昭和39年に新たな大字として「中庄団地」が新設された。また、水島の川崎製鉄水島製鉄所（現・JFEスチール西日本製鉄所倉敷地区）の社宅もできる（2017年現在は撤去）など、人口が激増した。
平成に入り、中庄団地は「クリエイティブタウン岡山」の主導による、景観に配慮したお洒落で個性的な街作りをコンセプトにした新たな街作りに取り組んでいる。老朽化した公営団地の一部が斬新なデザインに建て替えられるなどした。
また、近年中庄西部・中庄団地周辺では大型幹線道路が南北に整備されており、交通量が増加。隣接の福島地区などとともに住宅地やロードサイド店舗が増加している。
|  |  |

## 地域

### 中庄
早島丘陵北西端にあり、中庄地域の中枢地区。もとは都宇郡別府村・中田村・吉田村・辻村・中島村・大寺村の6村に分かれていた。吉田村は江戸時代は別府村の枝村、大寺村は同様に辻村の枝村であったが、明治になり独立村となった。
江戸時代、寛永年間から別府村・中田村・辻村・辻村枝村大寺村・別府村枝村吉田村は岡山藩領となり、中島村は早島知行所戸川氏の分家である戸川播磨の采地（中島知行所）となった。同領はこの一村のみであった。明治3年に岡山藩領の村は生坂藩に移管される。そして明治8年にこれらの諸村を併せて中庄村となった。
その後、周辺村と合併して新しい中庄村を経て倉敷市（旧）となった。

### 中庄団地
中庄一帯の市街化の進行していく比較的早い時期に建設された岡山県営および倉敷市営の隣接する公営団地である。規模が大きいため、中庄より分離し「中庄団地」として独立した新大字となった。岡山県営の団地はスターハウス、ボックス型ポイントハウスという2つのポイントハウスが混在する、珍しい住棟配置である。

### 黒崎
早島山塊の西端に位置し、中庄地域の西端にあたる。
山塊周囲が海域であった時代、当地は出崎であった場所で、海部の集落があったといわれる。『古事記』の仁徳天皇紀にみえる黒媛の出生地との伝承がある。地名はそれに由来。
また当地の南部にあたる片山地区は中世における刀工の一派である片山鍛冶の拠点といわれる。
江戸時代、寛永年間から岡山藩領となる。明治3年に岡山藩から生坂藩に移管。幕末における石高は385石5斗4升であった。
現在、西部を南北に大型幹線道路が造成されており、店舗や宅地の造成が盛んである。

### 鳥羽
早島丘陵の中北麓、中庄地域の中部に位置し、JR中庄駅が当地北端部に所在する。
古代においては早島丘陵の周囲は海域であり、早島丘陵は鳥羽島（とりはじま、とばじま）という島であった。『大嘗会和歌集』に、永承元年11月15日、主基方備中国鳥羽島、有牧馬急有苅草人、藤原家経「牧駒のとりはの島の夏草はなつけて後のみまくさにかれ」という一首があり、この歌中の「とりはの島」は鳥羽島、つまり現在の当地のある丘陵であるといわれる。当地の地名も、これに由来する。
江戸時代は一貫して江戸幕府直轄領であった。最終石高は575石4斗7升。

### 徳芳
早島山塊の中北麓にあり、JR山陽本線南側にあたる地区。山寄りに古くからの集落がある農業地である。地名の起源は不明である。
江戸時代初めは庭瀬藩領であったが、後に伊勢亀山藩領に移り、さらに徳川幕府領倉敷支配所の管轄となるなど、複雑な支配遍歴をたどる。最終石高は589石2斗3升だった。
地区西部は中庄駅が近く、近接地区に大学があることから、宅地化・商店の進出がなされた。

## 中庄駅前市街

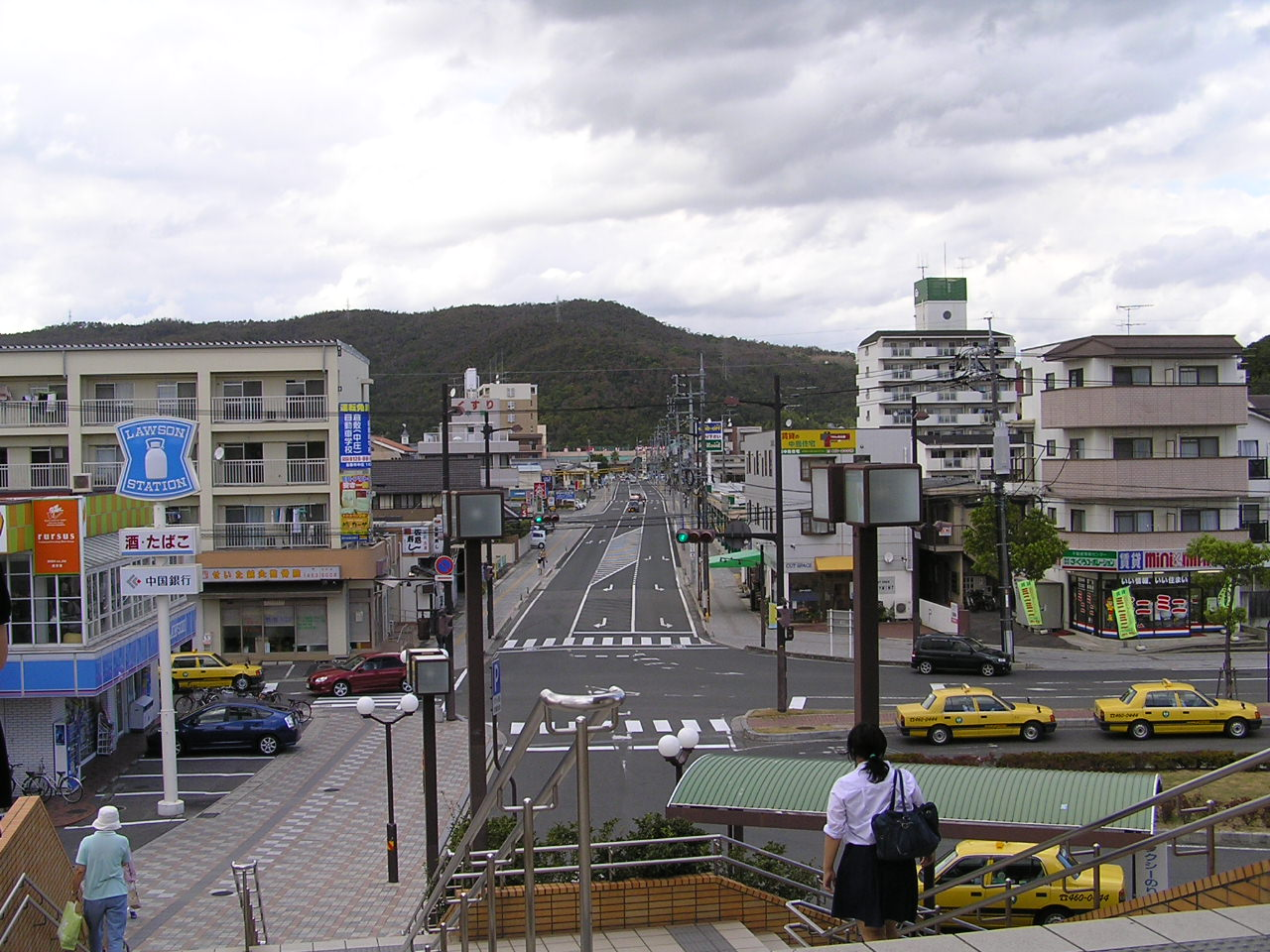
中庄駅より北を望む

旧中庄村の東北端にある中庄駅周辺及び旧国道2号線沿線等の大型幹線道路を中心の比較的新しい市街地である。
中庄駅を中心に商業地区が近隣地区（庄・菅生）を跨いで形成されている。
このエリアは、多くの教育機関と大学病院が立地する県内有数の学園地区で、学校関係者を対象とした店舗に賃貸マンションやアパート等が多く見受けられる。
駅周辺には駅前立地型の専門店、旧国道を中心とした幹線道路沿いには郊外型の各種店舗が密集しボウリング場をはじめ手軽な娯楽施設もある。これらによって駅前型と郊外型の両面を兼ね備えたコンパクトで利便性が高く、若者が多い活気のある街を形成している。
なお、この街はおおむね以下の地区に跨って形成されている。
- 中庄地区 - 鳥羽・徳芳
- 庄地区 - 松島・二子
- 菅生地区 - 三田（みつだ）

庄地区および菅生地区の沿革等については各頁を参照のこと。

## 人口・世帯数
平成24年9月末現在。
| 町字     | 世帯数 | 男性人口 | 女性人口 | 総人口 | 備考 |
| -------- | ------ | -------- | -------- | ------ | ---- |
| 黒崎     | 483    | 558      | 652      | 1210   |      |
| 中庄     | 3823   | 4275     | 4491     | 8766   |      |
| 鳥羽     | 780    | 800      | 906      | 1706   |      |
| 徳芳     | 1053   | 1097     | 1159     | 2256   |      |
| 中庄団地 | 1184   | 1155     | 1502     | 2657   |      |
| 合計     | 7323   | 7885     | 8710     | 16595  |      |

## 郵便番号
- 中庄 - 710-0016
- 中庄団地 - 710-0015
- 鳥羽 - 710-0012
- 徳芳 - 710-0011
- 黒崎 - 710-0014

## 主要産業・産物
農業
- 米 - 現在は減少傾向
- イグサ - 現在は衰退
- 果樹 - 現在は衰退
  - ナシ

製造業
- イグサ加工品 - 現在は衰退
  - 花莚
  - 畳表
- 酒 - 現在は衰退

## 主な施設・店舗
一部に便宜上、庄・菅生地区のものを記載している
行政機関
- 倉敷市倉敷消防署庄出張所（庄地区松島）
- 倉敷警察署松島交番（庄地区松島・駅前通り）、中庄交番（中庄団地）

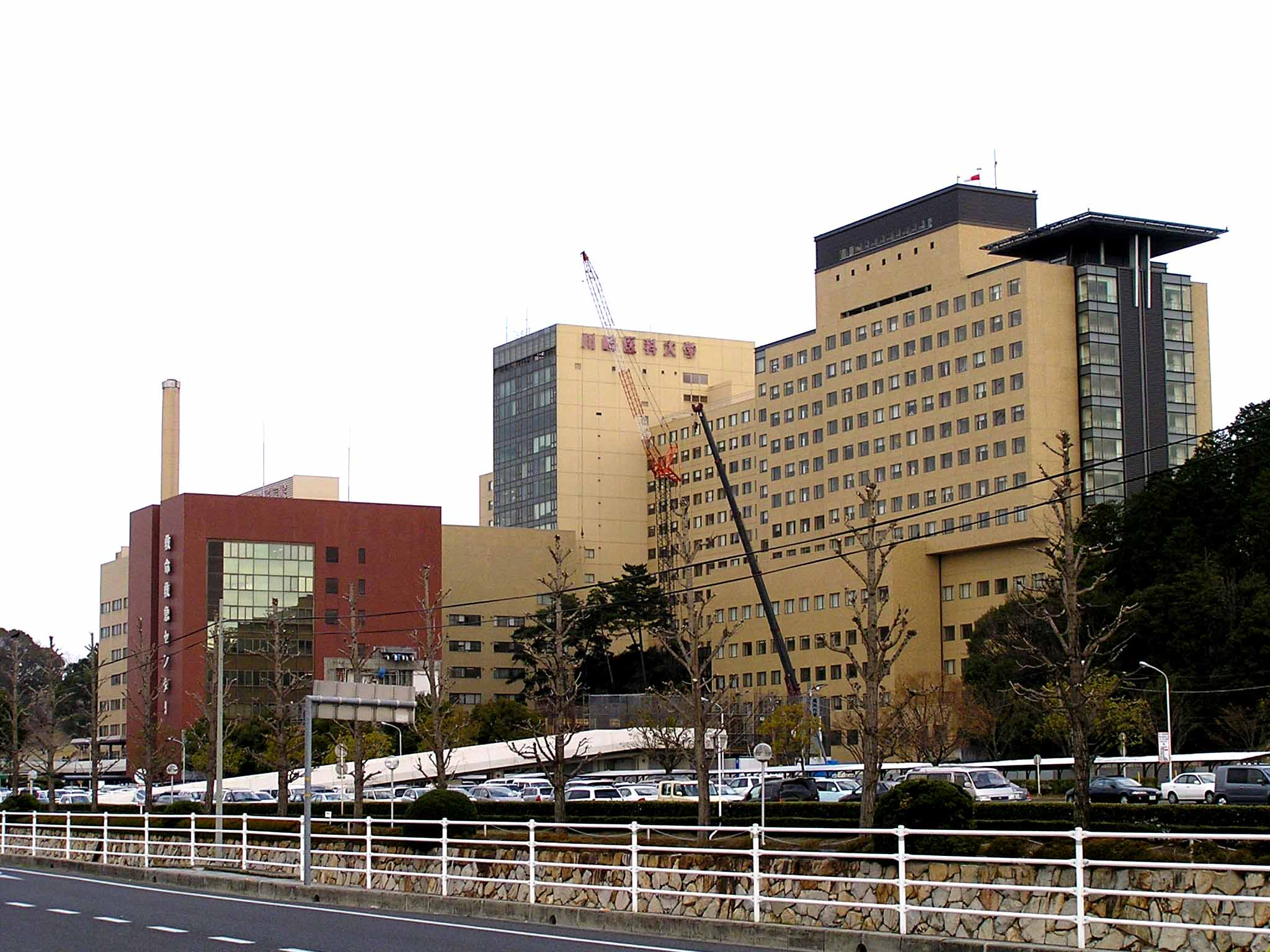
川崎医科大学と付属病院

公共施設
- 岡山県倉敷スポーツ公園
  - マスカットスタジアム

学校・病院など
- 川崎学園（庄地区）

中庄駅周辺が現在のような発展を遂げた要因の一つに同学園の存在が挙げられる。駅北側の松島の半分近い土地を同学園が占め、川崎医科大学、川崎医療福祉大学、川崎医療短期大学、川崎医科大学附属病院、現代医学教育博物館、川崎リハビリテーション学院、川崎祐宣記念講堂等の施設が林立し、一帯は都市の様相になっている。また、周辺には学生や関係者が多く居住し、中庄駅も利用しているなど、地区に大きな経済効果をもたらしている。
- 清心中学校・清心女子高等学校（庄地区松島）
- 倉敷高等学校
- 倉敷市立北中学校 － 1958年　中庄・菅生の両中学校が統合し開校
- 倉敷市立中庄小学校
- 倉敷マスカット自動車学校（庄地区松島）
- 倉敷（中庄）自動車学校

娯楽施設
- サンフラワー － ボウリング・カラオケ・フィットネスジム・ネットカフェなどを備える娯楽施設（庄地区松島）
- キムラヤスポーツ － 岡山木村屋工場の敷地にゴルフ練習場とバッティングセンターを経営

金融機関
- 中国銀行（庄地区松島）
- トマト銀行（庄地区松島）
- 玉島信用金庫（庄地区松島）
- 笠岡信用組合（庄地区松島）

郵便局
- 倉敷中庄駅前簡易郵便局
- 庄郵便局（庄地区松島・川崎医療短大南側）
- 倉敷中庄郵便局（中庄団地）

神社仏閣
- 熊野神社 - 中庄
- 住吉神社 - 黒崎
- 天神社 - 鳥羽
- 大川神社 - 徳芳
- 性徳院 - 真言宗、中庄（大寺）
- 西之院 - 真言宗、中庄
- 報恩寺 - 真言宗、鳥羽
- 宝福寺 - 真言宗、徳芳

その他
- ベッセルホテル倉敷 - ビジネスホテル（庄地区松島）
- 創作屋本社･工場 - アパレルメーカー
- 岡山木村屋倉敷工場
- 梶谷食品
- 中国フジパン本社・工場
- 中国電力倉敷営業所

## 名所・旧跡
- 両児神社（ふたごじんじゃ） － 川崎医大の西の隣にある、松島・二子・西栗坂の鎮守。
- 熊野神社、性徳院、西の院 － 中庄小学校の西隣、中庄・大寺地区に固まって並んでいる。西の院は｢中庄のお不動様｣として信仰を集めている。
- 萬壽山宝幢院（まんじゅさんほうどういん） － 倉敷マスカットスタジアムの東隣にある。
- 帯江鉱山跡 - 周辺は岡山ゴルフ倶楽部や倉敷中庄自動車学校になっている。

## 交通

### 鉄道
- JR山陽本線
  - 中庄駅

### バス
- 倉敷駅南口※1〜中庄駅〜川崎医大〜庭瀬〜天満屋〜岡山駅東口 （両備バス）
- 中庄駅〜川崎医大〜庭瀬〜北長瀬駅〜天満屋〜岡山駅東口 （岡電バス）
- 成人病センター〜倉敷駅南口〜中央病院〜中庄団地〜マスカットスタジアム〜中庄駅〜川崎医大 （下電バス）

※1　倉敷駅発の便は中庄駅を経由しない

### 道路
- 岡山県道162号岡山倉敷線（旧国道2号）
- 岡山県道187号早島松島線
  - 松島交差点
- 岡山県道186号中庄停車場線（駅前通り）
- 山陽自動車道
  - 倉敷ジャンクション（菅生地区の生坂・三田に所在）